# Dromaius novaehollandiae baudinianus
Dromaius novaehollandiae baudinianus é uma subespécie extinta de emu que era endêmica da ilha dos Cangurus, na Austrália Meridional, conhecida como Ile Decrés pelos membros da expedição Baudin. Ela diferia do emu continental, principalmente por seu tamanho menor. A subespécie extinguiu-se por volta de 1827.